# Máquina expendedora

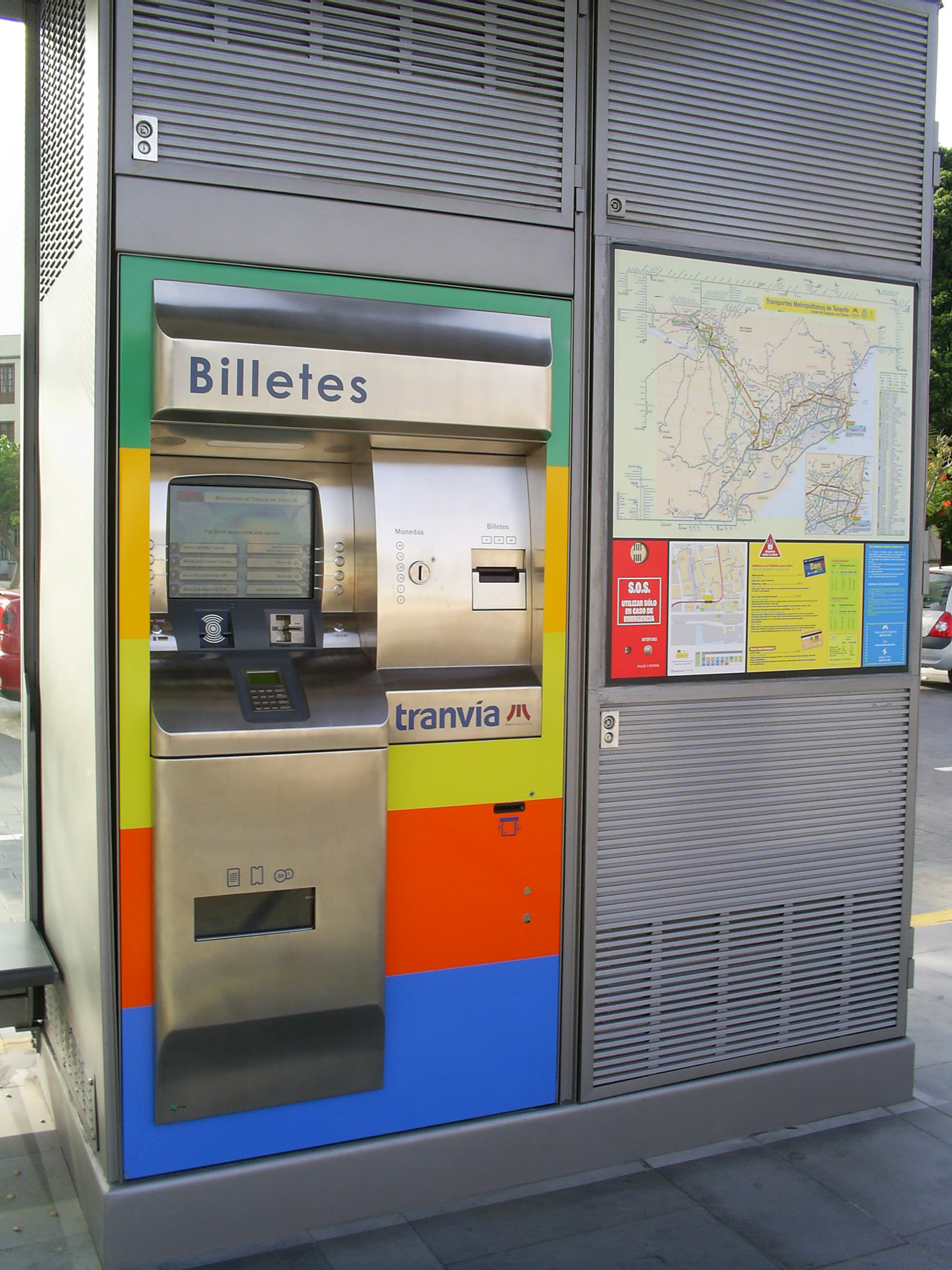
Máquina expendedora de billetes del Tranvía de Tenerife.

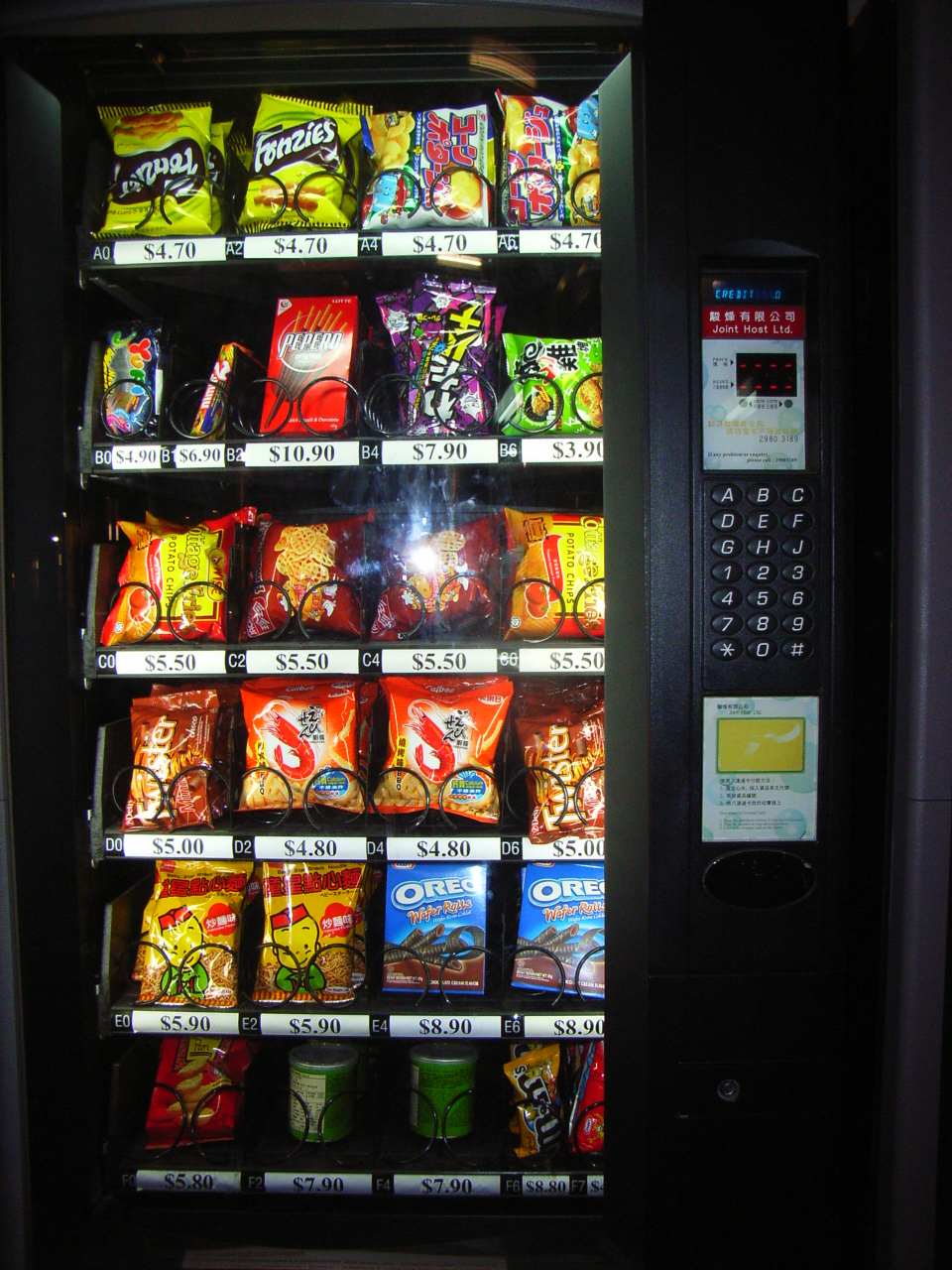
Máquina expendedora de aperitivos.

La máquina expendedora, máquina dispensadora, máquina de venta automática o máquina automática es una máquina que proporciona aperitivos, bebidas, golosinas y otros productos a los consumidores. Se trata de vender sin la presencia de un dependiente para cobrar los artículos. Periódicamente un empleado repone el producto y recoge el dinero en forma de monedas o, menos habitualmente, billetes; a veces también se puede pagar con tarjeta monedero, tarjeta de crédito o teléfono móvil.
Las posibilidades de las máquinas expendedoras son amplias. Normalmente suelen vender refrescos, café, comida, chucherías, etc. Pero también existen modelos diseñados para vender prensa, libros, sellos de correos, billetes del transporte público (mayormente boletos para el metro), bebidas alcohólicas, cigarrillos de tabaco, también son frecuentes, en las oficinas que atienden al público, las máquinas expendedoras de un impreso pequeño con el número de turno del solicitante.
También han comenzado a utilizarse este tipo de máquinas expendedoras para la venta de preservativos, siendo habitual encontrarlas en centros nocturnos, clubs y discotecas.
Para hacer referencia al sector que vende y gestiona este tipo de máquinas se usa el término venta automática, aunque también se usa informalmente el anglicismo vending.

## Historia de las máquinas expendedoras
Las máquinas expendedoras podrían tener su origen en Egipto, pues la primera de ellas de la que se tiene constancia escrita fue diseñada por Herón de Alejandría para dispensar agua bendita en los templos de Tebas y el alto Egipto.
Las máquinas que funcionan con monedas que expenden tabaco estaban funcionando ya en 1615 en las tabernas de Inglaterra. Las máquinas eran portátiles y estaban hechas de latón.
A pesar de este inicio, las máquinas expendedoras se desarrollan con la Revolución industrial. En Londres (Inglaterra), al principio de la década de 1880, se empezó a utilizar  las primeras máquinas modernas que vendían tarjetas postales. En Estados Unidos, en 1888, la Thomas Adams Gum Company instala máquinas dispensadoras de chicle o goma de mascar en los andenes del metro de Nueva York.
En 1897, se añaden unas figurillas animadas a las máquinas para llamar la atención y favorecer la compra. Este es el precedente de las máquinas tragaperras que existen en la actualidad.
En 1902 abre en Filadelfia un restaurante con funcionamiento exclusivamente a través de máquinas expendedoras; se mantuvo abierto hasta 1962. En 1907, se introdujeron los chicles en forma de bolas de colores recubiertos de una capa de caramelo. Poco después las máquinas expendedoras ofrecían todo tipo de artículos.
En 1920, aparecen las primeras máquinas automáticas que venden bebidas gaseosas servidas en vasos desechables. En 1926, se inventa la primera máquina de venta de cigarrillos. La venta de bebidas gaseosas embotelladas, enfriadas con hielo, comienza en 1930; poco después los refrigeradores sustituyen al hielo.
En 1946, las máquinas dispensadoras de café caliente marcan un hito en la historia de las máquinas expendedoras porque las que venden café se extienden por todo el mundo. En la década siguiente hace su aparición la primera máquina refrigerada de venta de sándwiches.
En 1960 las máquinas se modernizan y ya es posible pagar tanto en monedas como en billetes. Con el desarrollo de los componentes electrónicos, en 1985 las máquinas aceptan como medio de pago tarjetas de crédito y débito.

## Tipos de máquinas expendedoras

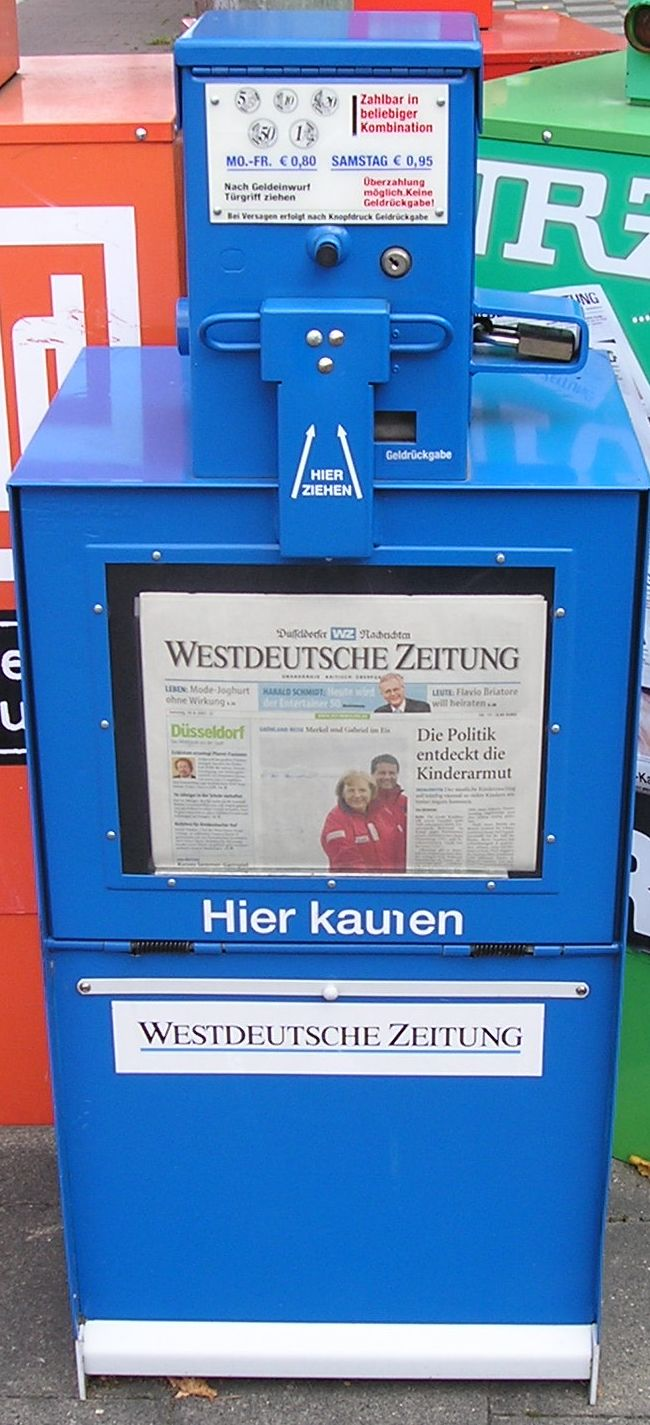
Máquina expendedora de periódicos en Düsseldorf.

Las máquinas expendedoras pueden ser:

### Por forma de funcionamiento
1. Mecánicas: aquellas en que todo su funcionamiento es mecánico, sin intervención de ningún mecanismo eléctrico o electrónico. Son máquinas sencillas, prácticamente en desuso por las limitaciones que presentan.
2. Electrónicas: cuentan con componentes electrónicos para su funcionamiento y necesitan de energía eléctrica. Algunas incluso poseen acceso a Internet.

### Por ubicación
1. Vending cautivo: máquinas expendedoras en centros de trabajo, ya sean del sector público o del privado, y cuyos clientes son los trabajadores de dichos centros.
2. Vending semipúblico: máquinas expendedoras en espacios cerrados de titularidad pública, como hospitales, estaciones y aeropuertos. Sus clientes son los trabajadores de estos centros, pero también los usuarios de los servicios que se prestan en ellos.
3. Vending público: máquinas expendedoras a pie de calle, habitualmente las tiendas de 24 horas, cuyos clientes son los viandantes.[7]

### Otras tipologías
- Minivending, máquinas pequeñas a pie de calle que venden bolas de chicle, juguetes, etc.[7]
- Vending OCS (office consumer service), máquinas de café para oficinas pequeñas, y que suelen funcionar con cápsulas.[7]
- Máquinas de bebidas post-mix, que quiere decir mezcla posterior y que se utiliza con concentrado de bebidas (jarabe) y al cual el dispensador agrega agua y mezcla con dióxido de carbono junto con enfriarlo.

## Ventajas e inconvenientes
La principal ventaja de las máquinas expendedoras respecto a la venta tradicional es su disponibilidad en cualquier momento del día, mientras que entre sus principales desventajas cabe destacar la pérdida del contacto personal con el vendedor y la posibilidad de que el producto quede atascado y no se entregue al comprador.

## Ubicación
Las máquinas expendedoras se localizan en diversos entornos:
- En el ámbito privado, en oficinas o fábricas, típicas son las máquinas de café o de productos alimenticios.
- En lugares públicos, como aeropuertos, estaciones de tren, estaciones de metro o incluso en la vía pública (como las máquinas de periódicos, por ejemplo). En estos lugares se pueden encontrar desde expendedores de billetes hasta máquinas de alimentación.
- En establecimientos comerciales:
  - A la puerta de las tiendas, como las máquinas de bebidas, de regalos, golosinas o chucherías para niños.
  - En el interior de bares y restaurantes, como las máquinas de tabaco o de preservativos (condones).

## Funcionamiento
Cuando se introduce una moneda o billete, la máquina expendedora revisa que sea de curso legal y, según el importe, la clasifica y coloca en diferentes compartimentos; así, se pueden reutilizar las monedas para devolver cambio y se facilita la recogida de monedas ya clasificadas y contadas.
Para facilitar aún más la recaudación se intenta devolver a base de monedas pequeñas y acumular monedas grandes para conseguir retirar el menor peso posible. Esta «costumbre» que tienen las máquinas puede ser aprovechada para obtener dinero suelto: se introduce una moneda grande y se pulsa la tecla «devolver»; no devolverá la moneda introducida, sino dinero suelto.
En el caso de los billetes existen sistemas que reciben los billetes pero no dan cambio y otros que almacenan uno o dos tipos de billetes para dar cambio, de igual forma que en las monedas este almacena los billetes de las denominaciones seleccionadas, algunos son fácilmente configurables para que reciban el billete que uno desee otros necesitan software especializado.
La preparación de las bebidas calientes es muy simple, las máquinas cuentan con contenedores de productos solubles y con café en grano, al pedir una bebida, el producto soluble cae dentro de un vaso mezclador en donde se mezcla con el agua que ha pasado por la caldera y hay un motor que ayuda a que se disuelva el producto.

## Gestión de una máquina expendedora
La adquisición de una máquina expendedora puede llevarse a cabo de diferentes maneras.
- Adquiriendo la máquina y encargándose el dueño de su mantenimiento.
- Pagando una cuota de mantenimiento y comprometiéndose a la compra de una determinada cantidad de producto explotando uno mismo la propia máquina.
- Encargando la gestión completa a un tercero y cobrando tan sólo una comisión por producto vendido.

## Vending personalizado y neuromarketing
La implementación de máquinas de vending personalizadas con aplicaciones de neuromarketing se ha consolidado como una estrategia innovadora dentro del comercio automatizado, orientada a optimizar tanto la experiencia del consumidor como el rendimiento comercial. Estas máquinas, adaptadas estéticamente al entorno del establecimiento mediante diseño gráfico, materiales y formas específicas, buscan establecer una continuidad visual con la marca, reforzando así su identidad. El neuromarketing desempeña un papel esencial en esta integración al aportar conocimientos sobre la conducta y las emociones del consumidor, permitiendo configurar experiencias sensoriales que incrementan la atracción y el deseo de compra. Elementos como la disposición estratégica de los productos, el uso de colores llamativos y la ubicación a la altura de los ojos se aplican para captar la atención del usuario y fomentar decisiones rápidas de consumo. Esta combinación permite transformar una acción rutinaria en una interacción significativa, elevando la percepción del valor del producto y promoviendo la fidelización del cliente, al tiempo que se incrementan las tasas de conversión y la rentabilidad del sistema.

## Variedad de máquinas expendedoras

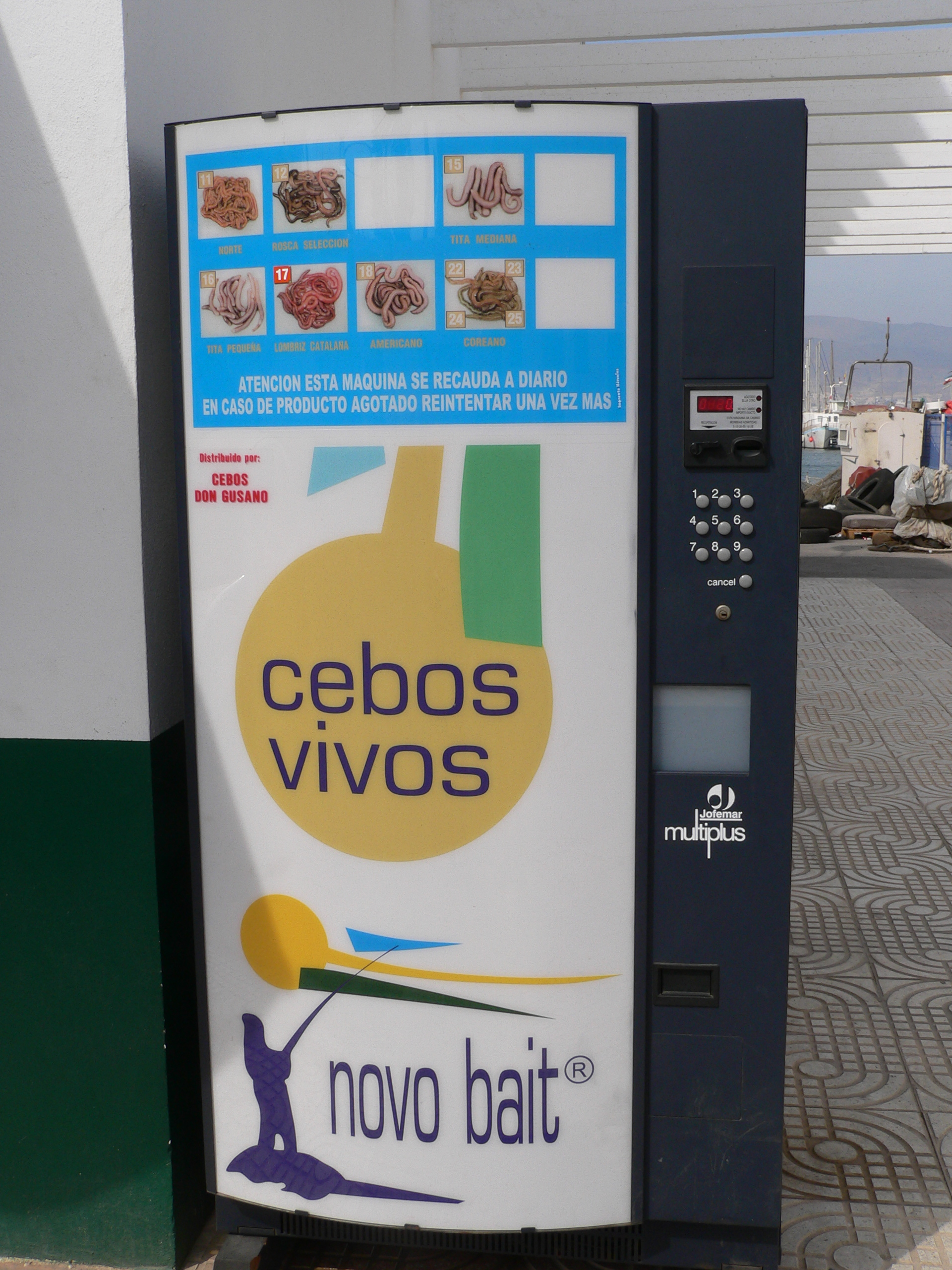
Máquina expendedora de cebo vivo en el puerto de Roquetas de Mar, España.
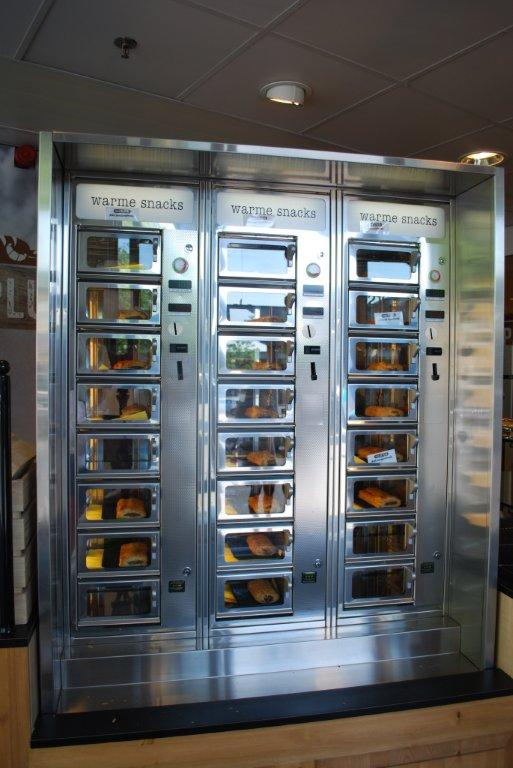
Máquina expendedora de comida caliente, conocida en Holanda por la franquicia FEBO.
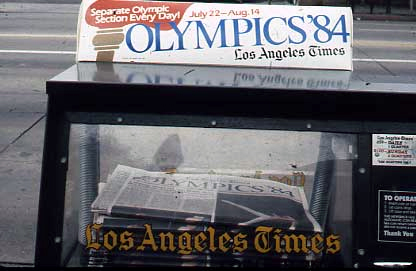
Máquina de Los Angeles Times durante los Juegos Olímpicos de Los Ángeles 1984.
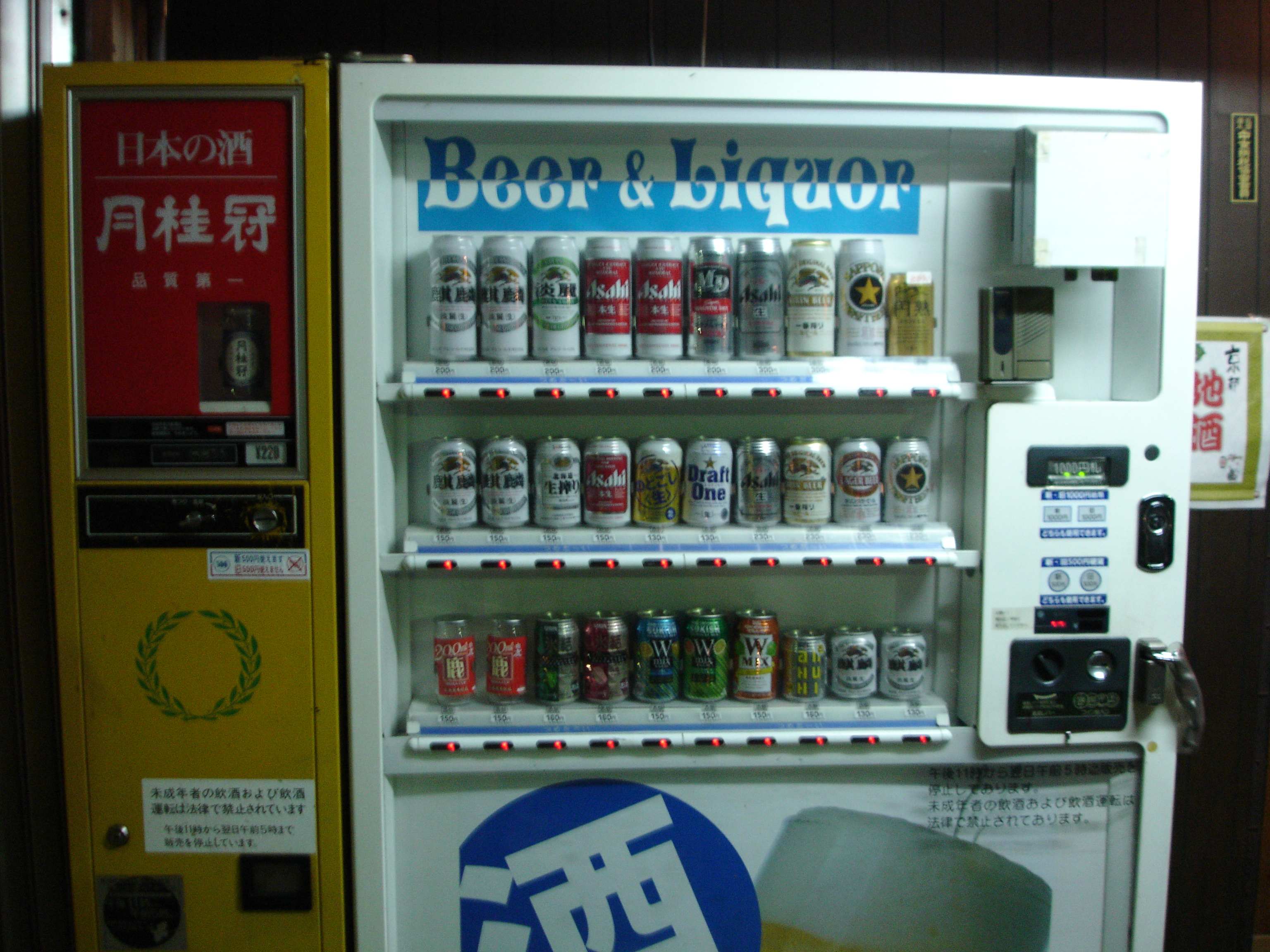
Máquina de cerveza y sake en Japón.
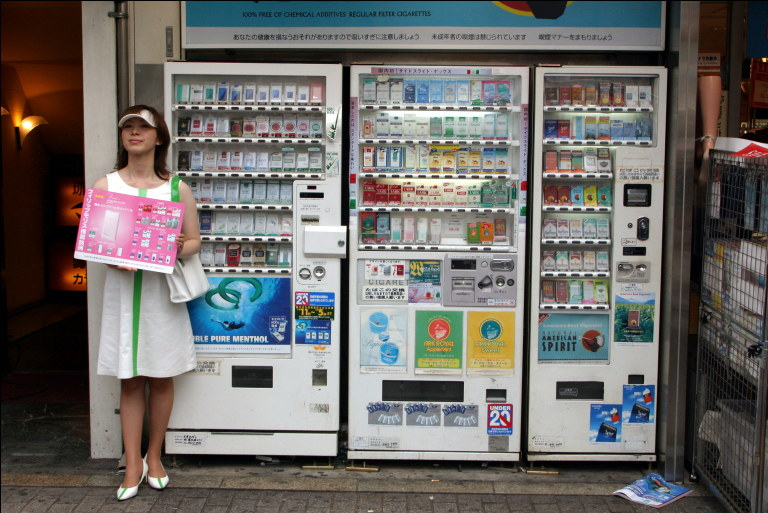
Máquinas de cigarrillos en Japón.
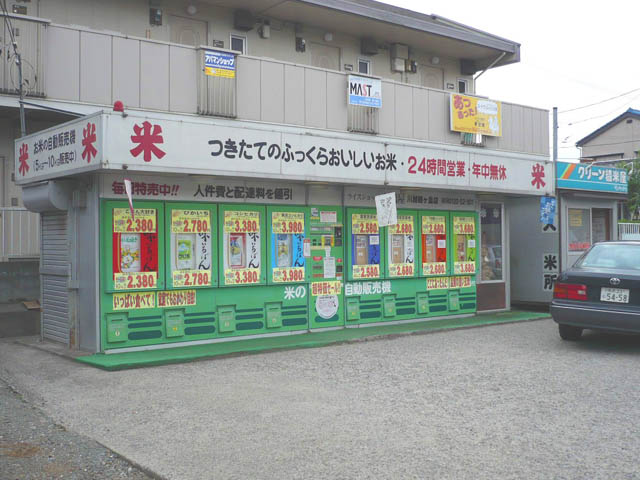
Máquina de arroz en Japón.
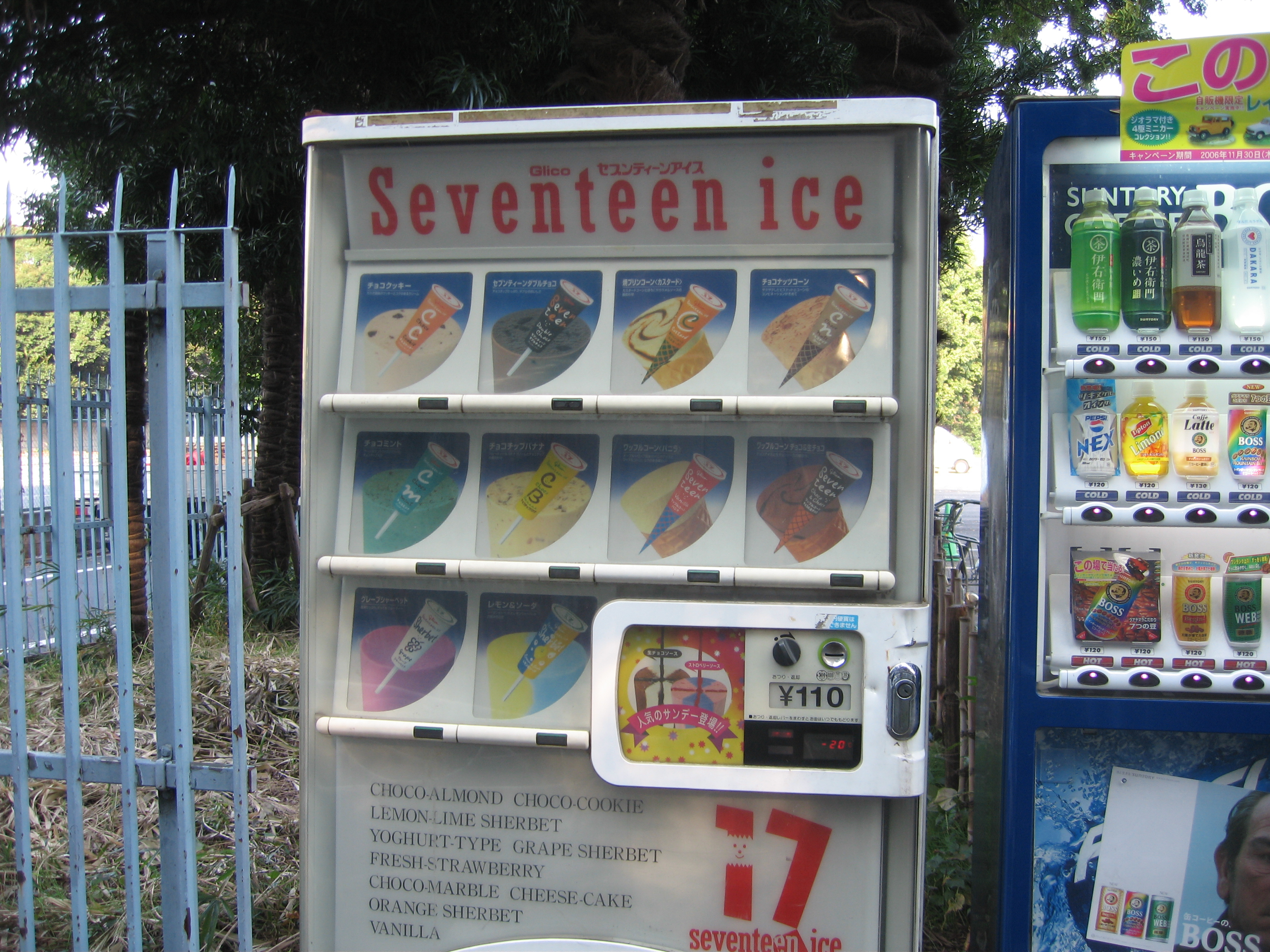
Máquina de helados en Japón.
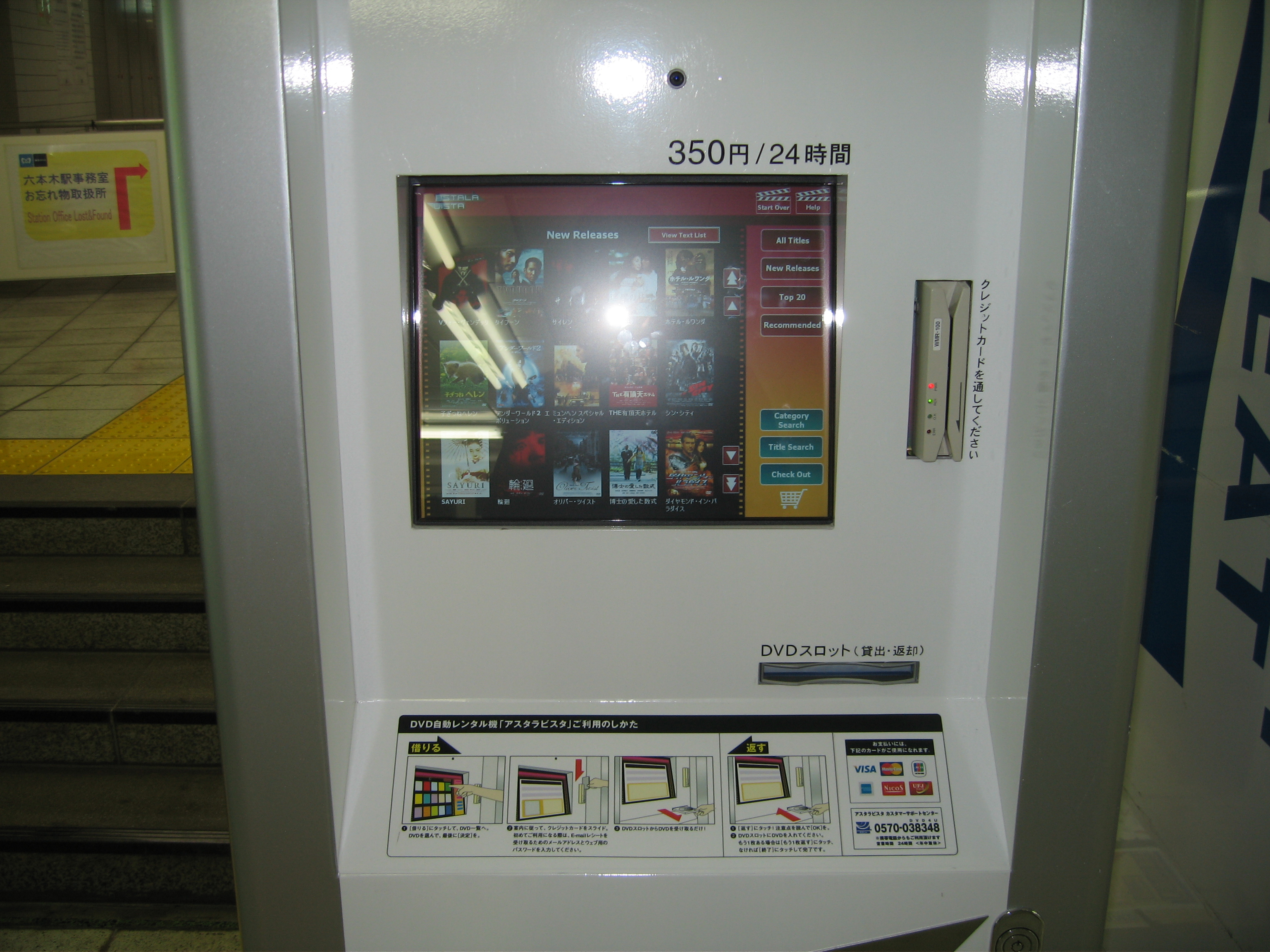
Máquina expendedora de DVD en Japón.
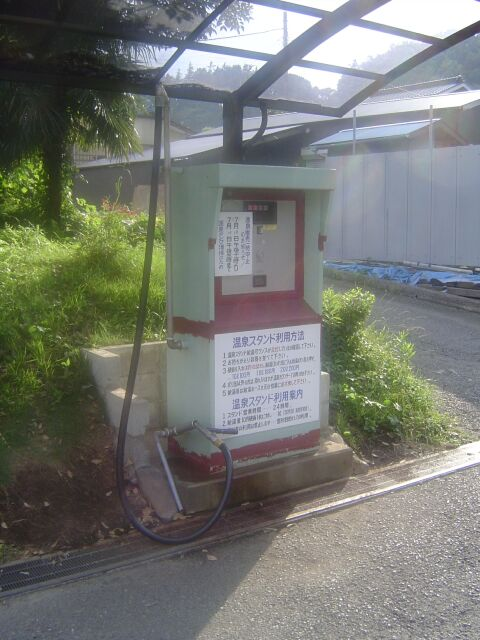
Máquina de agua onsen en Japón.
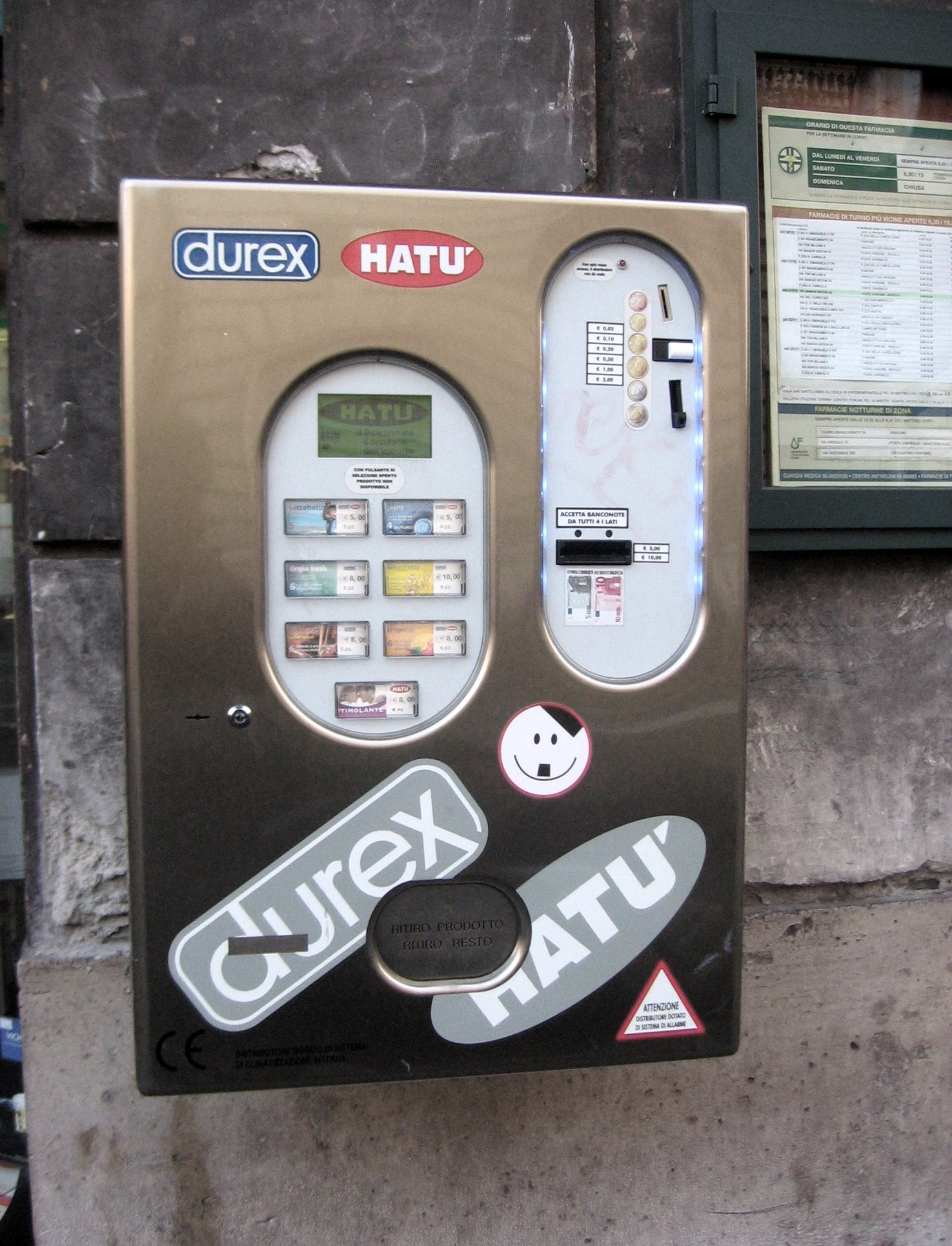
Máquina expendedora de condones en Italia.
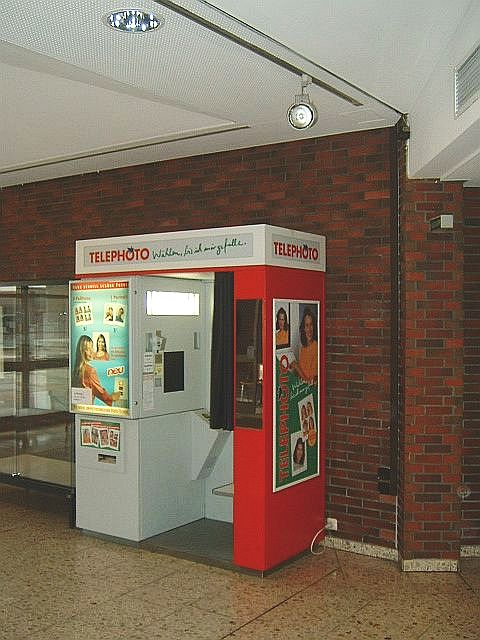
Fotomatón en Alemania.
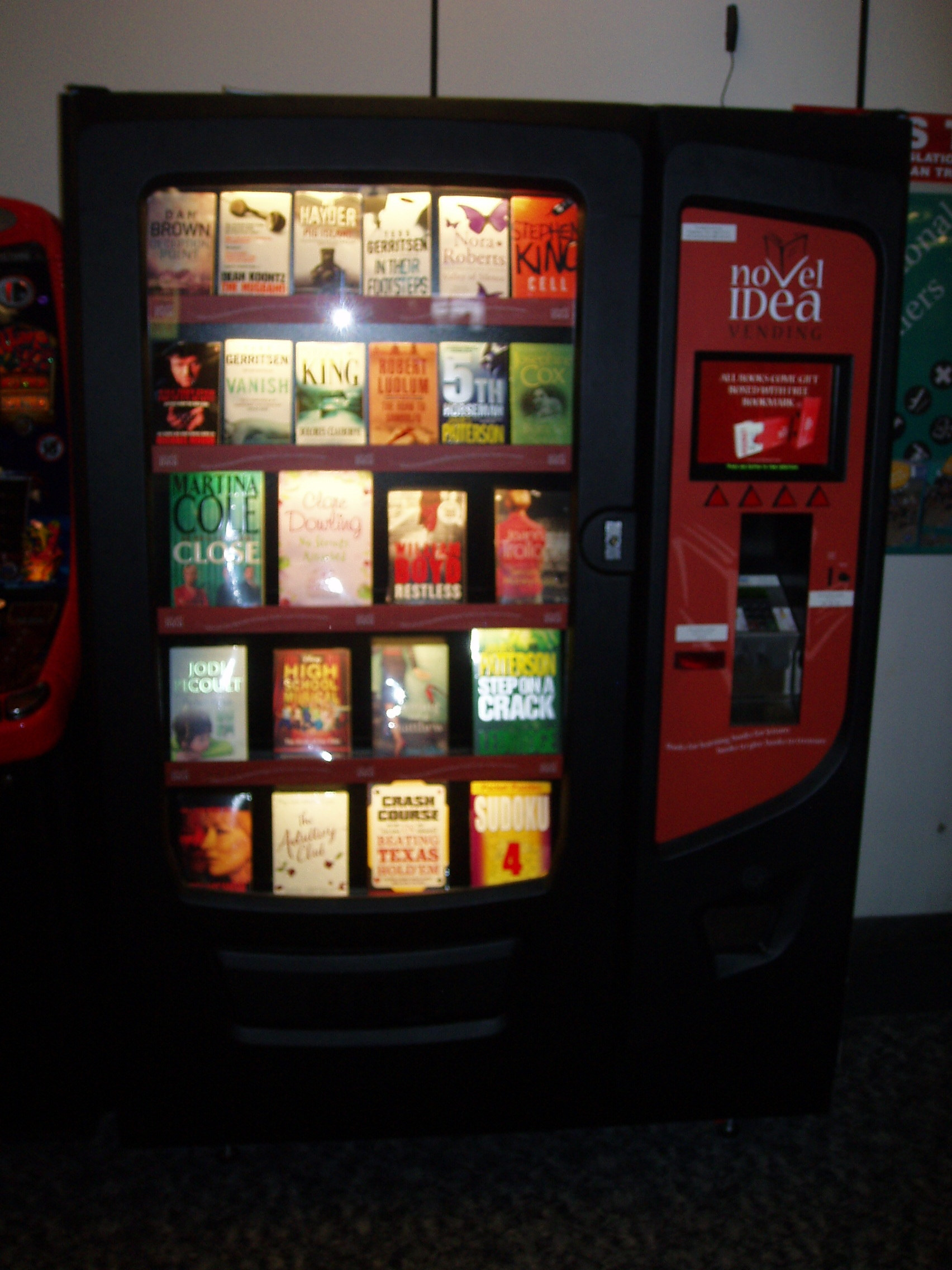
Máquina expendedora de libros en el Reino Unido.
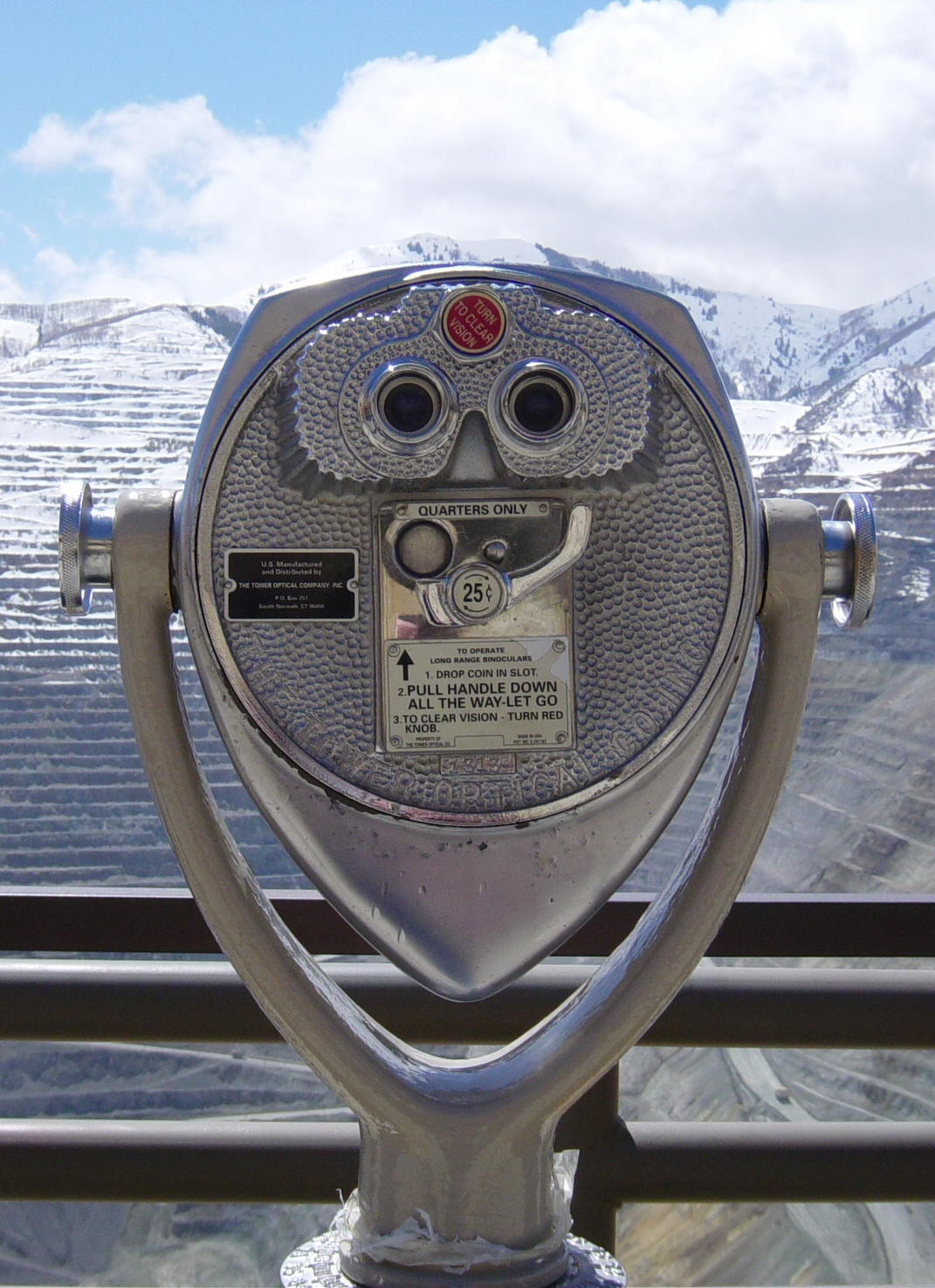
Binoculares en Utah, Estados Unidos.
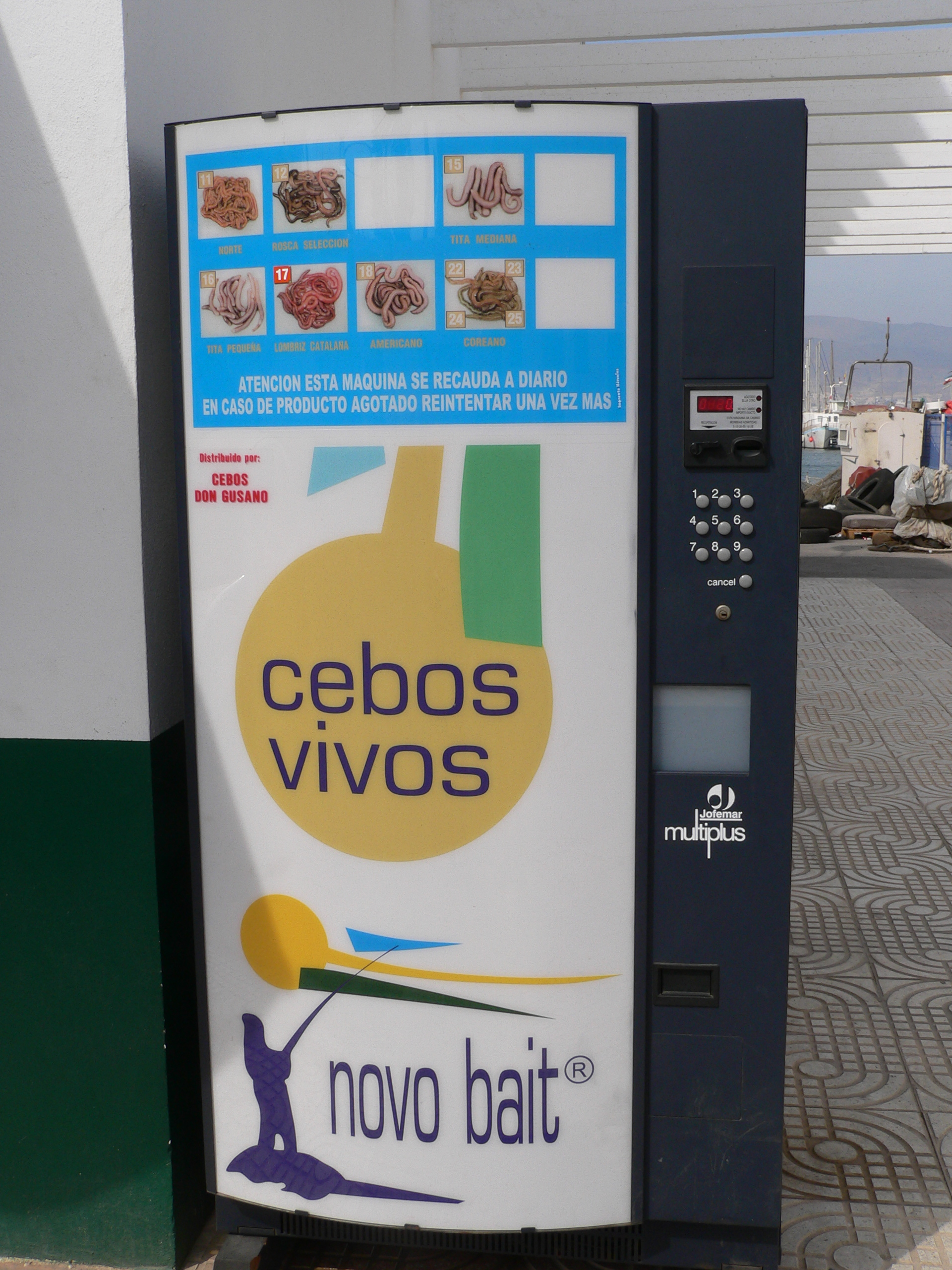
Expendedora de cebos en España.
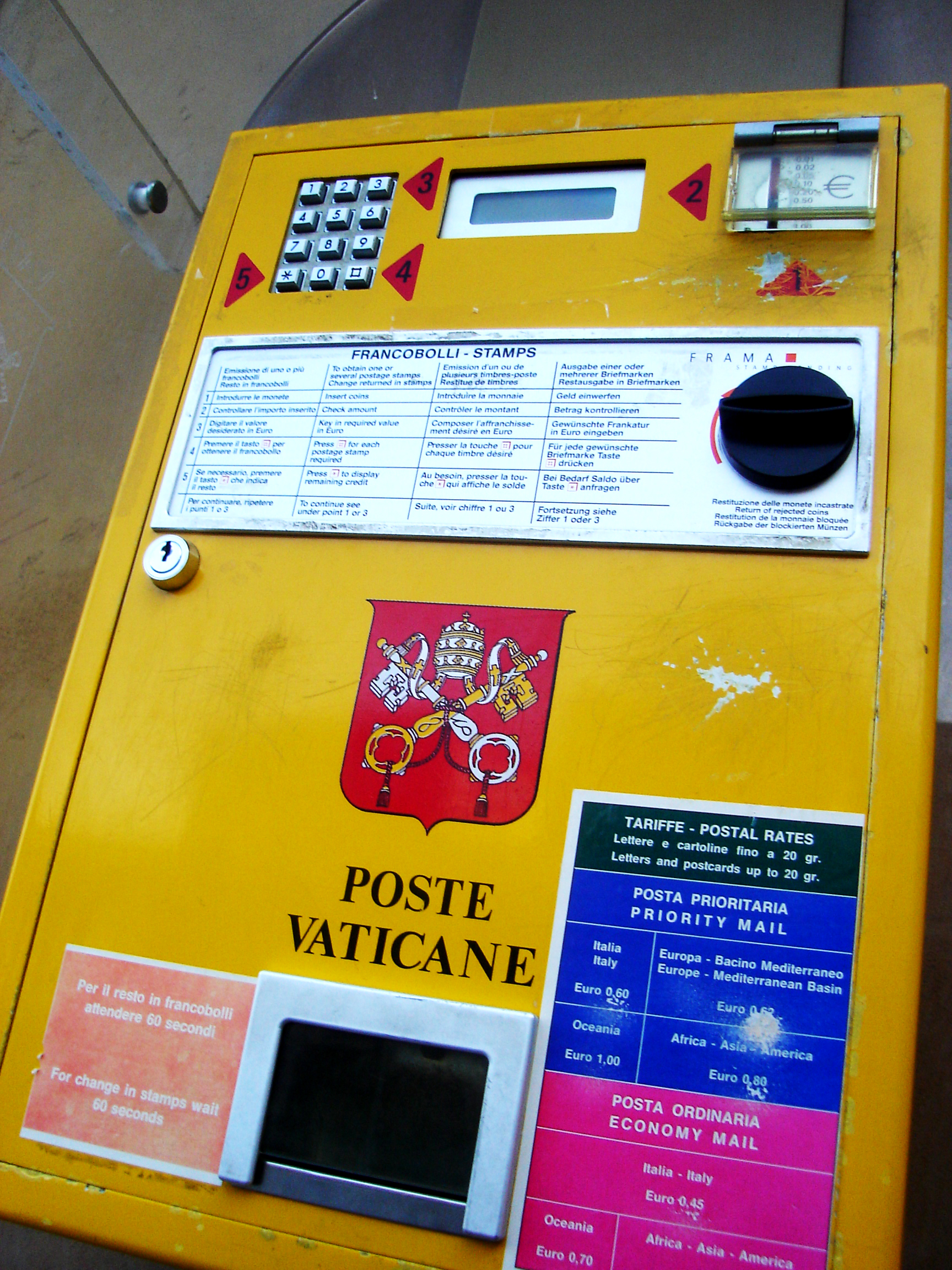
Expendedora de sellos postales en la Ciudad del Vaticano.
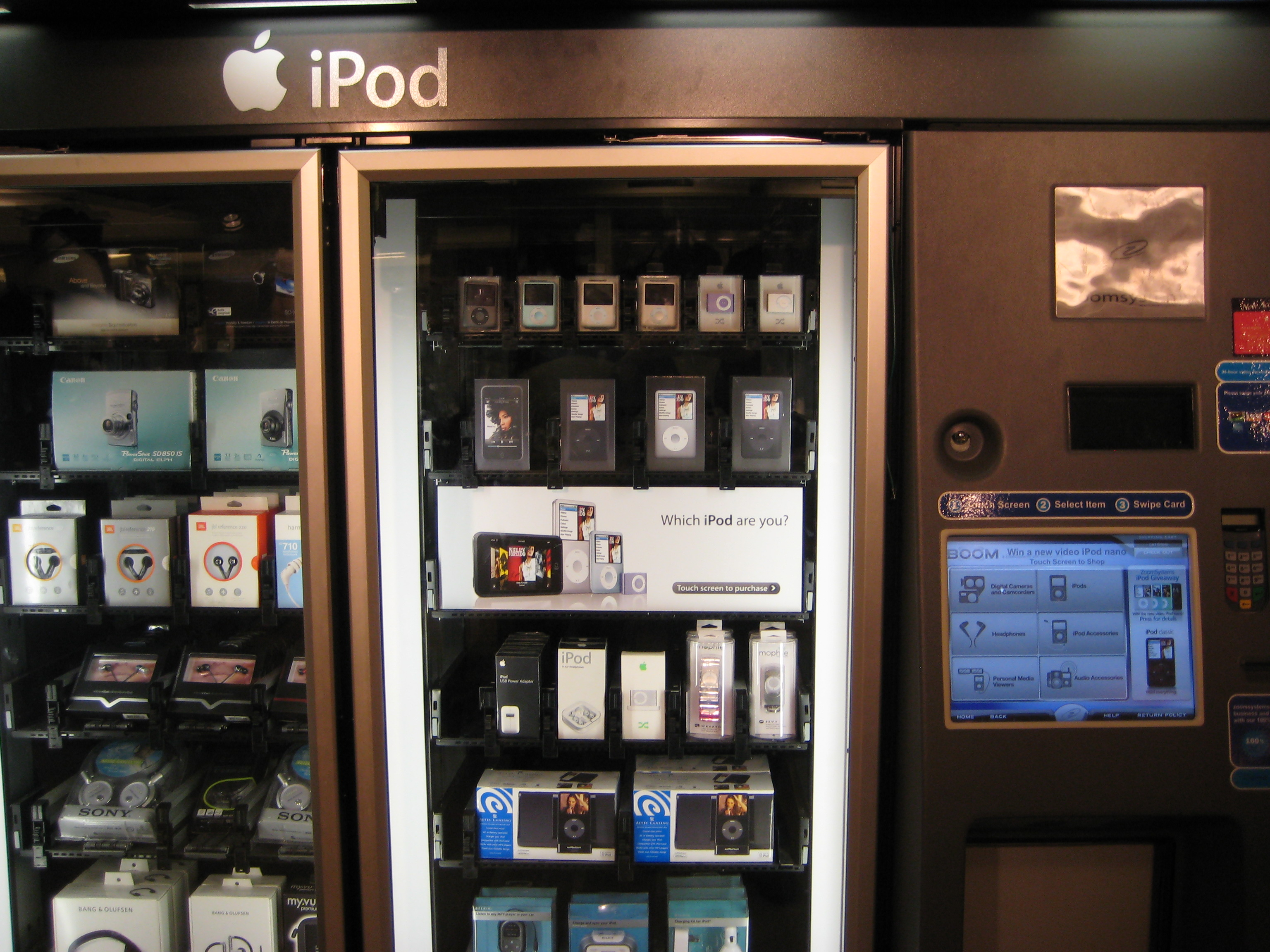
Máquina expendedora de iPod.
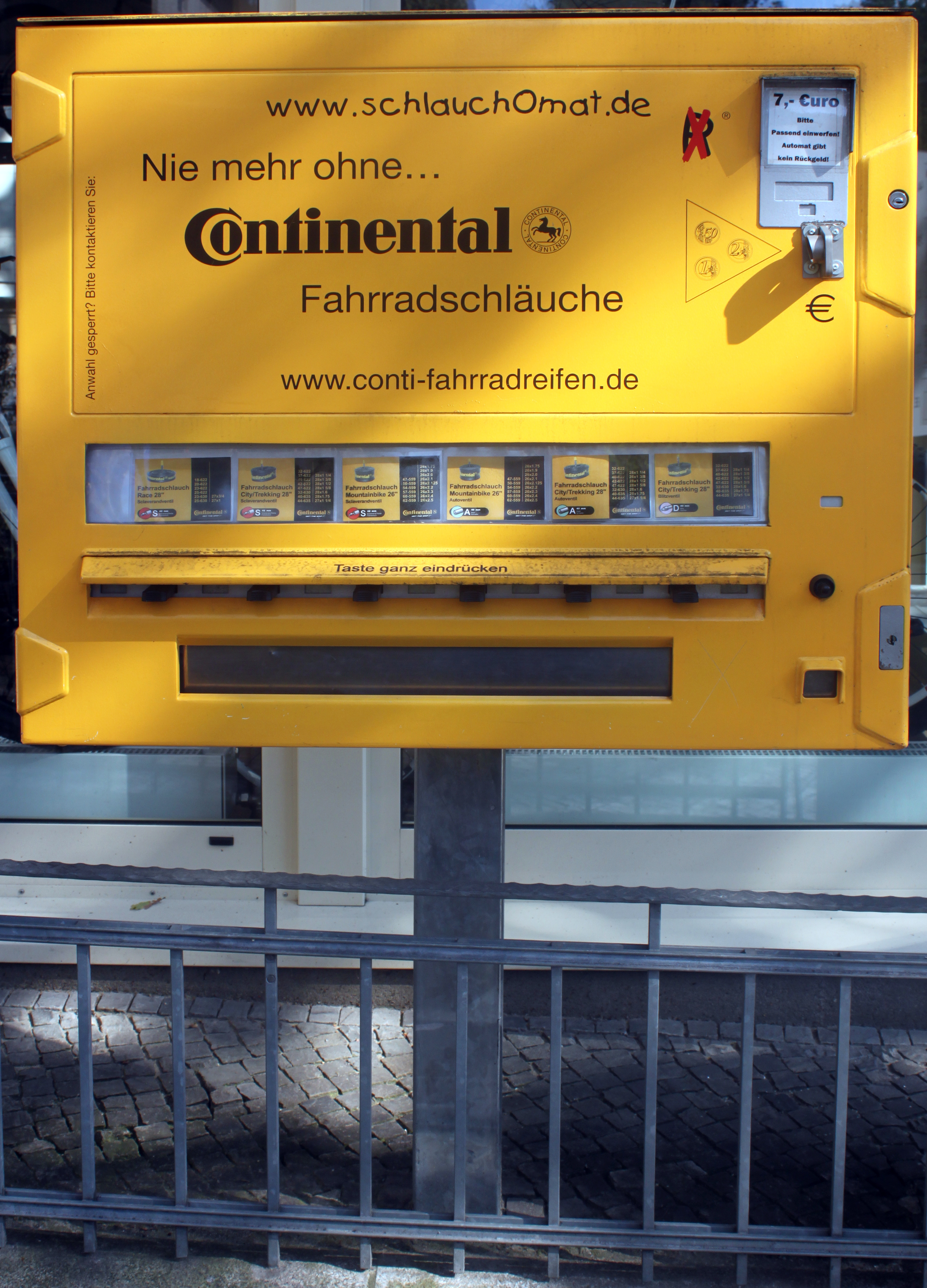
Máquina expendedora de tubos de bicicleta en Berlín, Alemania.
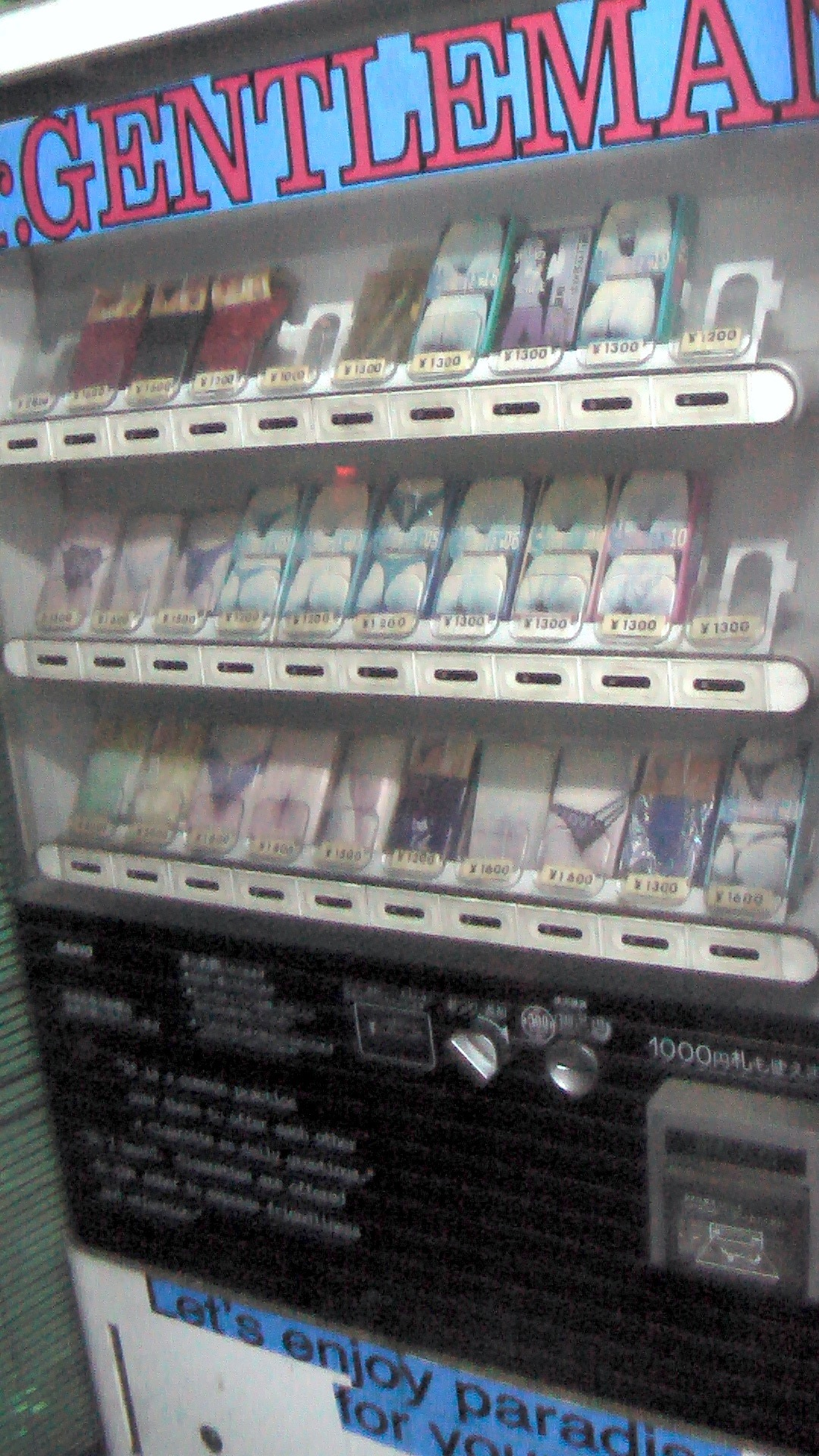
Máquina expendedora de ropa interior femenina usada en Chiba, Japón.